# Bori
El bori o animismo hausa una religión tradicional africana del pueblo hausa de África occidental que involucra la posesión espiritual.

## Terminología

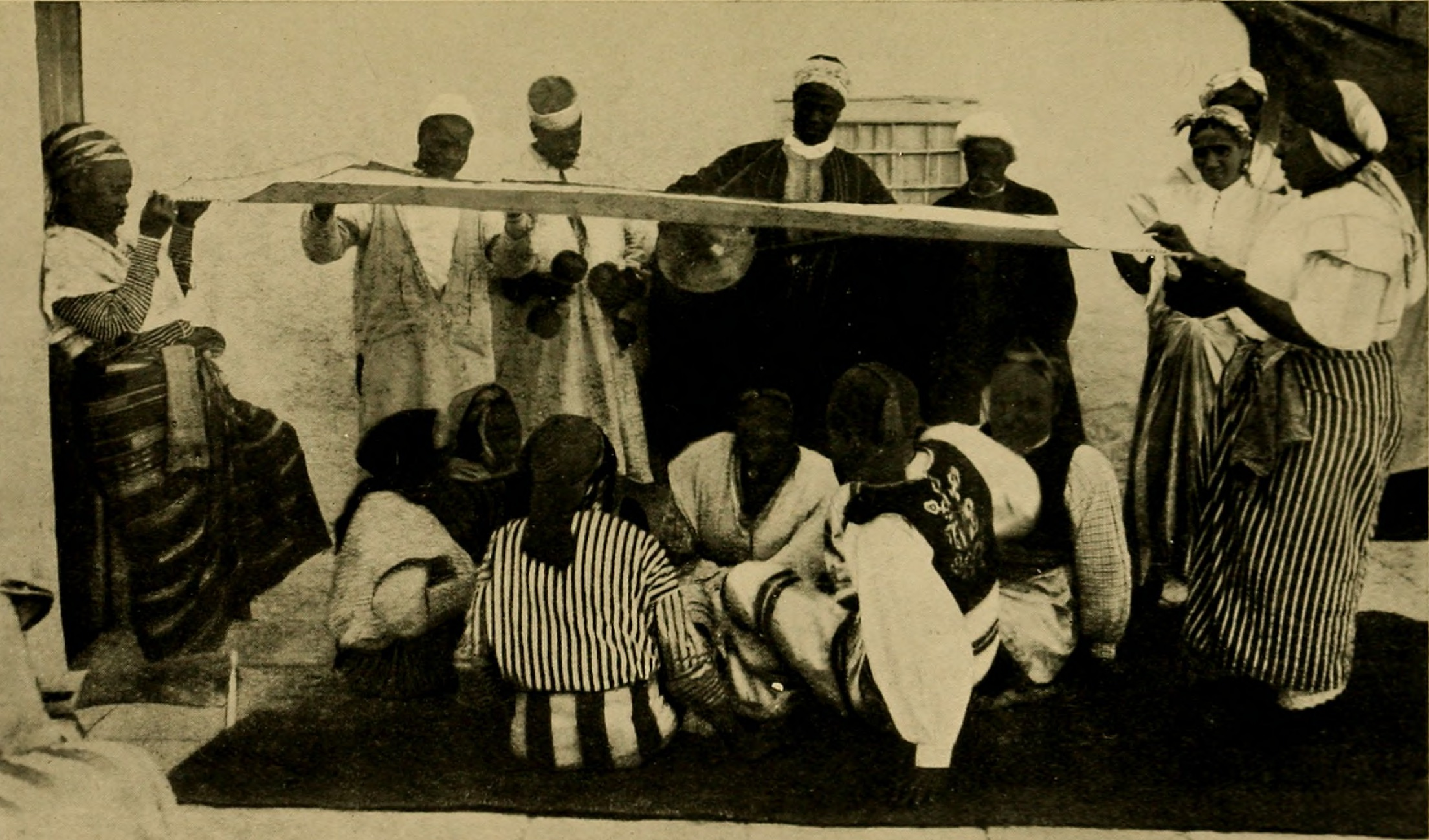
Ceremonia bori, 1914.

Bòòríí es una palabra hausa, que significa la fuerza espiritual que reside en las cosas físicas, y está relacionado con la palabra para el alcohol destilado local (borassa) y la práctica de la medicina (boka). La religión Bori es a la vez una institución para controlar estas fuerzas, y la realización de un ritual de posesión, danza y música por la cual estos espíritus son controlados y con los cuales se curan las enfermedades.

## Panteón
Los hausa creen que los seres espirituales viven en un plano llamado Jan gari ubicado en algún lugar desconocido en el mundo físico. Los espíritus se agrupan de acuerdo a una la disposición jerárquica. El más importante de todos los espíritus bori es Magiro, el llamado abuelo de todos los espíritus. El resto de los boris se clasifican en las siguientes categorías, las cuales tienen su propio orden jerárquico interno.
1. Los espíritus musulmanes se llaman Yan riga, aquellos que usan ropa. Son habitantes de la ciudad y su rey es Mallam Alhaji, el peregrino educado, un anciano al que se le da el título de "Padre de muchos" o "El educado". Parece ser objeto de sincretismo con la figura musulmana del ángel de la muerte.[4]
2. Los espíritus paganos llamados Babbaku, los negros, son habitantes de las aldeas rurales; algunos son granjeros y otros cazadores. El jefe es Mai-Ja-Ciki, "el que se arrastra en su vientre" o figurativamente "serpiente".[4]
3. Los espíritus guerreros se llaman Tan Garki, hijos del escudo. Son espíritus guerreros vistos como protectores de quienes los invocan. Su cabeza es Garki Baba, el gran escudo, un espíritu que causa enfermedades en los enemigos.[4]
4. Los jóvenes se llaman Samari. Algunos de ellos son espíritus femeninos. Son musulmanes, como sus padres. Su líder es Ba Gudu (Hombre valiente), también llamado Mai-Lema (Él con el cubrimiento).
5. Los niños de la viruela (una epidemia común en los estados hausa) se llaman Yayan zanzanna. Son niños espirituales que causan la viruela y otras enfermedades de la piel. Se dividen en Tam makaranta, niños y Tan mata, niñas. La reina de este grupo es Nana Mariyamu, una niña pequeña que da a sus víctimas resfriados y dolores de cabeza.[4]
6. Los espíritus del arcabuco llamados Tan dowa son espíritus de vida silvestre como el león, Zaki, también incluyen espíritus de los bosques y aguas.[3]

Cada comunidad de espíritus tiene su rey y jerarquía de funcionarios; incluso los espíritus de la lepra tienen autoridad política. Los espíritus no mueren ni envejecen. Viven en un estado trascendental y atemporal sujetos sólo a un Ser Superior. Debido al sincretismo de la religión bori con el islam, este ser supremo es identificado generalmente como Alá.

## Estados hausapreislámicos

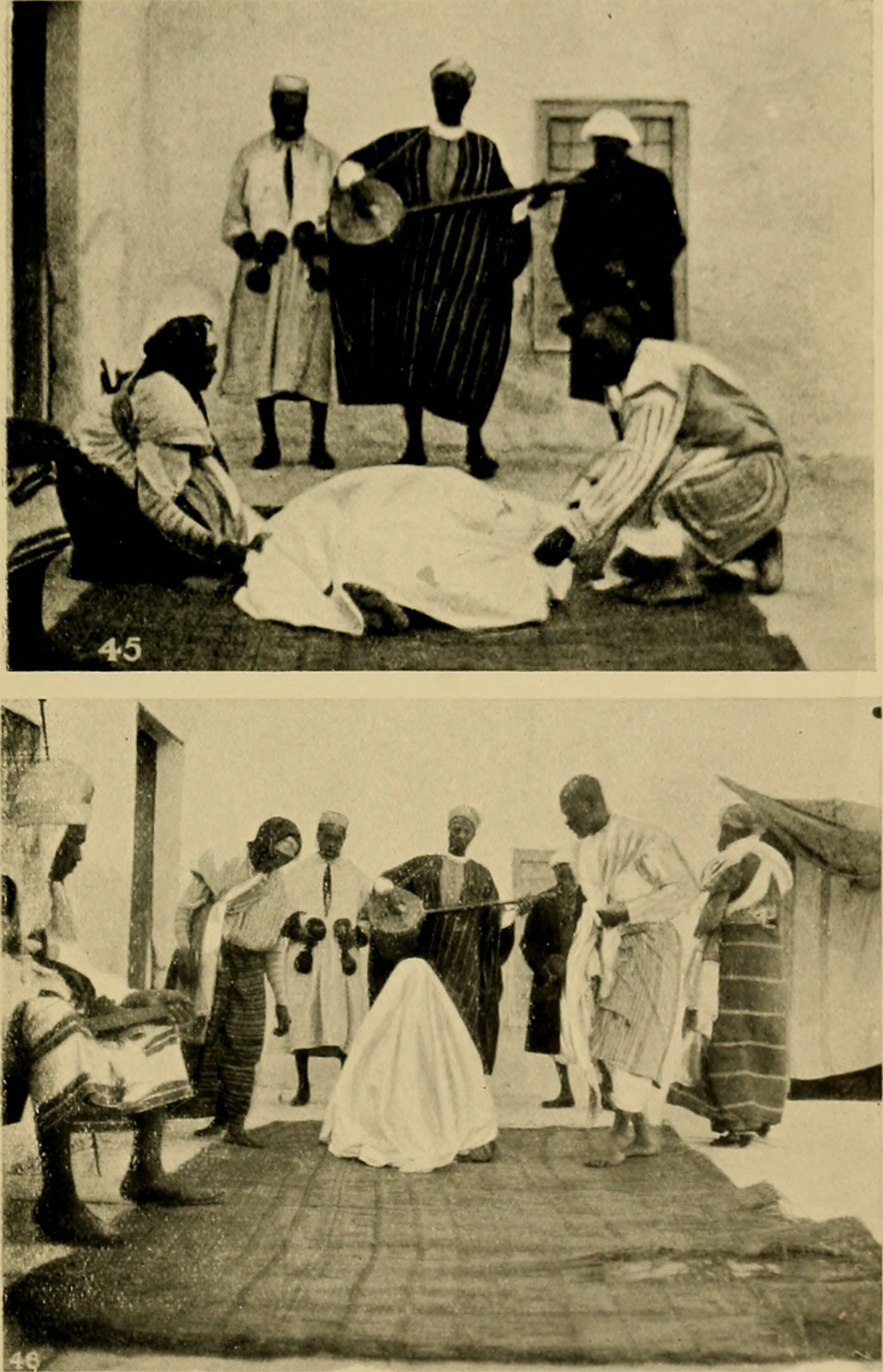
Posesión bori, 1914.

Como un aspecto de las tradiciones religiosas tradicionales de los hausa maguzawa (animistas), bori se convirtió en una religión estatal dirigida por sacerdotisas de la clase dominante entre algunos de los últimos estados hausa precoloniales. Cuando el Islam comenzó a incursionar en la tierra de los hausa en el siglo XIV, ciertos aspectos de la religión, como la adoración de ídolos, fueron llevados a la clandestinidad. El culto a Tsumbubura en el entonces Sultanato de Kano y muchos otros cultos bori similares fueron suprimidos, pero el bori sobrevivió en cultos de "posesión de espíritus" mediante la integración de algunos aspectos del Islam. Las sacerdotisas poseedores del espíritu bori mantuvieron una influencia nominal sobre los sultanatos que reemplazaron a los anteriores reinos animistas. Las sacerdotisas se comunicaban con los espíritus a través del ritual de danza extática, con la esperanza de guiar y mantener las casas gobernantes del estado. Un cuerpo de sacerdotisas bori y sus ayudantes eran dirigidas por la sacerdotisa real, titulada "Inna" o "Madre de todos nosotros". La Inna supervisó esta red, que no solo era responsable de proteger a la sociedad de las fuerzas malévolas mediante danzas de posesión, sino que proporcionaba curación y adivinación en todo el reino.

## Práctica post-islámica y contemporánea
Los eruditos musulmanes de principios del siglo XIX desaprobaron la religión híbrida practicada en las cortes reales, los musulmanes excesivamente celosos usarían esta hibridación como una excusa para derrocar a los Sultanatos y formar el Califato de Sokoto. Con el nacimiento del Califato, las prácticas bori fueron parcialmente suprimidas en las cortes fulani. Los rituales de posesión bori sobrevivieron en los estados de refugiados de Hausa como Konni y Dogondoutchi (en lo que hoy es el sur de Níger) y en algunas áreas rurales de la tierra hausa nigeriana. Los poderosos roles de asesoramiento de las mujeres, ejemplificados en las sacerdotisas bori, desaparecieron o fueron transferidos a mujeres musulmanas en roles académicos, educativos y de liderazgo comunitario. El colonialismo británico y francés, sin embargo, ofrecía poco espacio para las mujeres en las jerarquías oficiales de gobierno indirecto, y los roles formales, así como el bori, para las mujeres en el gobierno desaparecieron en gran medida a mediados del siglo XX.
En la moderna comunidad hausa musulmana, el ritual bori sobrevive en algunos lugares asimilados a prácticas sincréticas. Los espíritus pre-musulmanes de "babbaku" de Maguzawa han sido añadidos a lo largo del tiempo con espíritus "musulmanes" ("farfaru"), y espíritus de (o representantes) de otros grupos étnicos, incluso los de los colonialistas europeos. Los aspectos de sanación y "suerte" de las sacerdotisas de bori, casi en su totalidad mujeres, otorgan nuevos roles sociales a sus rituales y practicantes. Las sociedades rituales bori, separadas de las estructuras de gobierno, proporcionan una identidad corporativa poderosa para las mujeres que les pertenecen mediante la práctica de la curación tradicional, así como a través de la realización del festival bori como el ritual de iniciación de girka.